# Либан на Зимским олимпијским играма 1980.
Либан је учествовао на Зимским олимпијским играма 1980. које су одржане у Лејк Плесиду, САД.
Либан је на ове Игре послао три такмичара, два мушкарца и једну жену, који су учествовали у једној спортској дисциплини, алпском скијању. Ни један од учесника није освојио олимпијску медаљу.
Либан је пријавио још двојицу такмичара који нису стартовали у мушкој конкуренцији ни у слалому ни у велеслалому. То су Khoury Habib у велеслалому, као Keyrous Joseph и Khoury Habib у слалому.

## Учесници по спортовима
| Спорт          | Мушкарци | Жене | Укупно |
| -------------- | -------- | ---- | ------ |
| Алпско скијање | 2        | 1    | 3      |
| Укупно(1)      | 2        | 1    | 3      |

## Алпско скијање
Мушкарци
| Спортиста    | Дисциплина | Трка 1               | Трка 1               | Трка 2               | Трка 2               | Тотал                | Тотал                |
| Спортиста    | Дисциплина | Време                | Поз.                 | Време                | Поз.                 | Време                | Поз.                 |
| ------------ | ---------- | -------------------- | -------------------- | -------------------- | -------------------- | -------------------- | -------------------- |
| Сами Ребез   | велеслалом | Није се завршио трку | Није се завршио трку | Није се завршио трку | Није се завршио трку | Није се завршио трку | Није се завршио трку |
| Сами Ребез   | слалом     | Није се завршио трку | Није се завршио трку | Није се завршио трку | Није се завршио трку | Није се завршио трку | Није се завршио трку |
| Наји Хенеине | велеслалом | 1:35,59              | 56                   | 2:01,88              | 54                   | 3:37,47              | 53 / 54 (78)         |
| Наји Хенеине | слалом     | 1:07,87              | 38                   | 1:18,52              | 35                   | 2:26,39              | 35                   |

Жене
| Спортиста     | Дисциплина | Трка 1  | Трка 1 | Трка 2  | Трка 2 | Тотал   | Тотал        |
| Спортиста     | Дисциплина | Време   | Поз.   | Време   | Поз.   | Време   | Поз.         |
| ------------- | ---------- | ------- | ------ | ------- | ------ | ------- | ------------ |
| Фарида Рахмед | спуст      |         |        |         |        | 2:42,88 | 27 / 27 (28) |
| Фарида Рахмед | велеслалом | 1:40,50 | 41     | 1:58,99 | 34     | 3:39,49 | 34 / 35 (48) |
| Фарида Рахмед | слалом     | 1:22,47 | 25     | 1:06,01 | 19     | 2:28,48 | 19 / 19 (47) |